# Fratura em galho verde

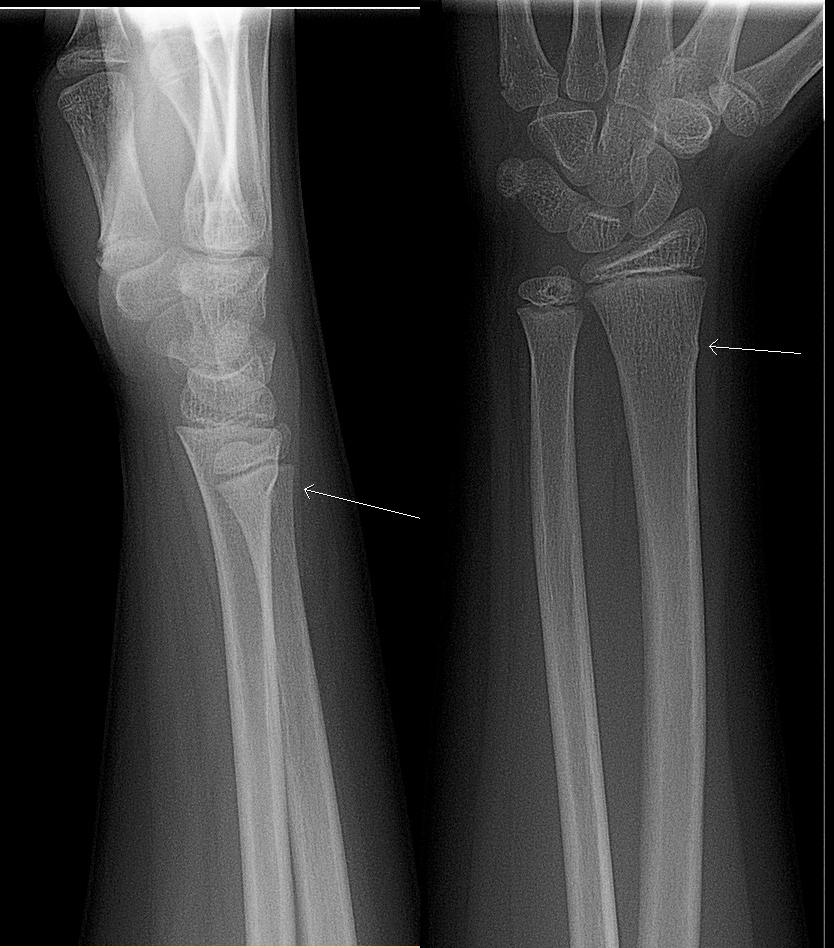
Raio-X de uma fratura em galho verde

Uma fratura em galho verde é uma fratura em um osso jovem e suave que dobra e parcialmente quebra. O nome é uma analogia com um galho verde de madeira que similarmente quebra quando a parte de fora é dobrada.